# USS Wasp (CV-18)

O USS Wasp (CV-18) é um porta-aviões da Marinha dos Estados Unidos, pertencente a Classe Essex.

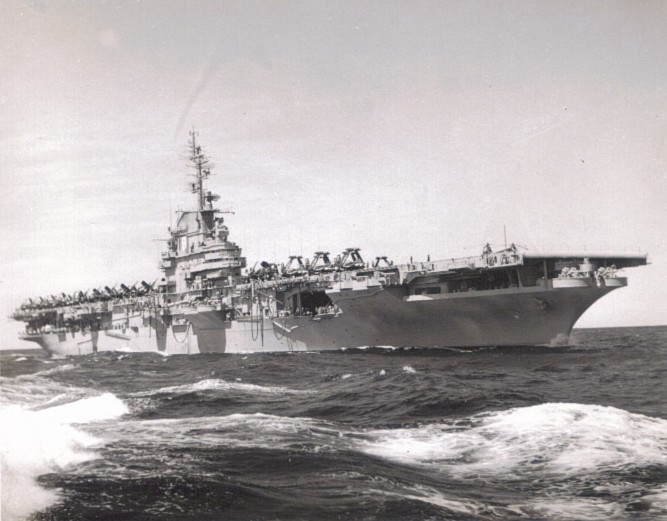
USS Wasp (CV-18) 1951
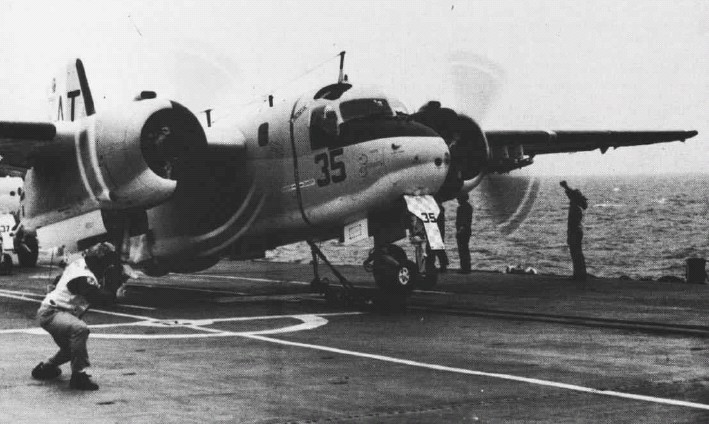
Um Grumman S-2E Tracker do esquadrão antissubmarino VS-32 Norsemen preparando para voo a partir do convés do USS Wasp (CV-18) (c.1969)